# Lotus 88
El Lotus 88 fue un monoplaza con efecto suelo diseñado por Colin Chapman, Peter Wright, Tony Rudd y Martin Ogilvie de Lotus, como respuesta a las regulaciones técnicas introducidas en el año 1981 por la FIA para el campeonato de Fórmula 1. Fue desarrollado para la temporada 1981, pero nunca compitió ya que fue prohibido por la FIA.

## Historia
En el año 1981, los monoplazas con efecto suelo eran tan eficientes y tan rápidos que los conductores sufrían grandes fuerzas G, especialmente en el paso por curva y las frenadas. La FIA prohibió los faldones móviles sujetos en la parte trasera de las vainas laterales de los monoplazas, una característica que, hasta ese momento, había sido vital para conseguir un efecto suelo estable junto con el cumplimiento de la obligación de altura mínima a 6 cm, por razones de seguridad del piloto. El equipo Brabham fue el primero en sortear esta norma usando un sistema de suspensión hidroneumática que era comprimido bajo carga aerodinámica y bajaba el BT49 hacia la pista. Esto tuvo el efecto colateral de que el monoplaza iba sin ningún tipo de suspensión, lo que provocaba que el piloto sufriera más movimientos al transmitirle las irregularidad de la pista y fuerzas que sufre el vehículo. Sin embargo, el rendimiento obtenido fue tal, que los otros equipos pronto introdujeron soluciones similares (aunque la mayoría había tenido dificultades en copiar el sistema de Brabham y usaban un sencillo conector para bajar el monoplaza). Chapman tenía otras ideas.

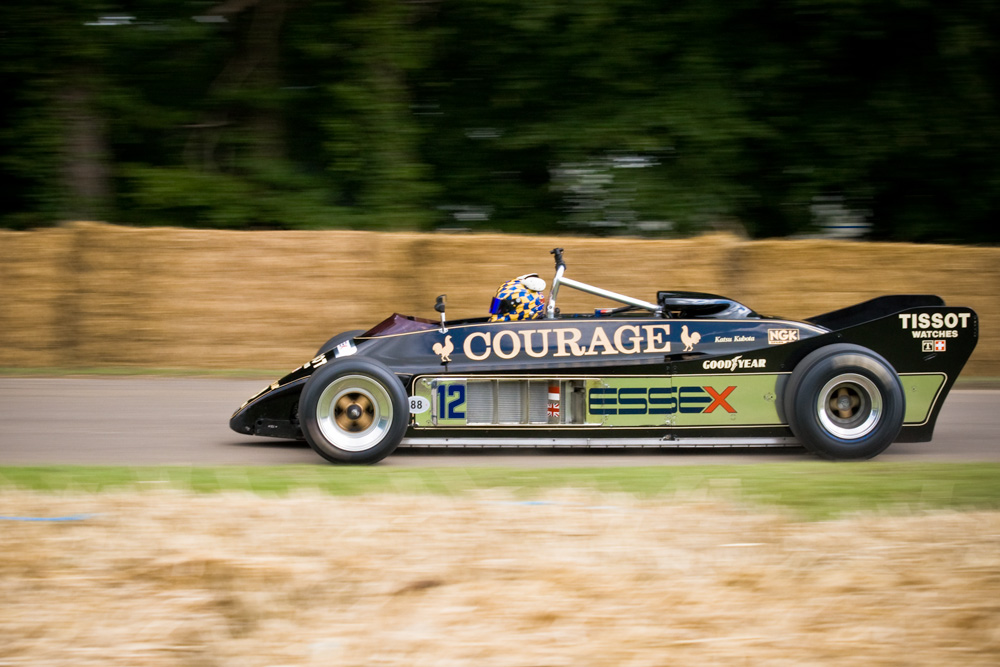
El Lotus 88 en el Festival de la Velocidad de Goodwood, en junio de 2007.

El modelo anterior, el Lotus 86, había sido diseñado cuando los faldones aún eran legales, con el mismo diseño que el 88, pero solo un prototipo fue construido. La mejora de rendimiento fue relativamente pequeña pero significativa sobre otros monoplazas convencionales de efecto suelo. Cuando los faldones fueron prohibidos, Wright estudió el 88 y su rendimiento sin faldones. Comprobó que la disminución del rendimiento era insignificante, así que el 88 fue rápidamente diseñado como un rediseño del 86. El 88 usaba un ingenioso sistema de doble chasis: uno dentro del otro. El chasis interno soportaba la cabina y actuaba independientemente del chasis exterior, el cual estaba diseñado para recibir las presiones del efecto suelo.
El chasis externo no tenía alerones perceptibles, y era, de hecho, un enorme sistema de efecto suelo, que empezaba justo detrás de la bigotera del monoplaza y se extendía por todo el camino interior de las ruedas traseras; de ese modo se producía una cantidad masiva de fuerza descendente. El monoplaza estaba motorizado por Ford Cosworth DFV. Los pilotos de Lotus Nigel Mansell y Elio de Angelis informaron que el 88 era agradable de conducir y receptivo. Para hacer que las cargas aerodinámicas tan dóciles como fueran posibles, el monoplaza estaba construido en su mayoría con fibra de carbono, siendo junto con el McLaren MP4/1 los primeros monoplazas de F1 en utilizar este material en gran cantidad.
Otros equipos estaban indignados por las excesivas regulaciones, presentando quejas a la FIA, alegando que los bajos del tubo del doble chasis constituían una infracción en las reglas sobre los términos de dispositivos aerodinámicos móviles. La FIA consideró las protestas y en consecuencia se prohibió el 88 para competir. Chapman mantenía que el monoplaza era legal y que desafiaba a los otros equipos y a la FIA a demostrar lo contrario, pero la decisión se mantuvo. Chapman se vio forzado a actualizar dos de los chasis de su Lotus 87 para reemplazar su frustrada creación. Algunos de los elementos aerodinámicos del 88 y el diseño se reutilizaron con éxito en el Lotus 91 que compitió en 1982.